# Site mégalithique d'Alban
Le site mégalithique d'Alban est un groupe de mégalithes comprenant un menhir, le Palet du Diable, et un dolmen, le Palet de Notre-Dame, situé à Alban, dans le département français du Tarn. 

## Mégalithes
Les deux mégalithes sont espacés d'environ 200 m.

### Palet du Diable
Le menhir est constitué d'un monolithe en schiste de forme quadrangulaire mesurant 1,90 m de hauteur pour une largeur comprise entre 1 m et 0,75 m. Il comporte deux cupules sur sa face nord-est. Le menhir a été redressé par la société des Sciences, Arts et Belles Lettres du Tarn en 1904.

### Palet de Notre-Dame
Le dolmen est de type simple. Il n'en demeure que la table de couverture et un pilier au nord. La table de forme ovalaire mesure 4 m de long sur 3,05 m de large et 0,60 m d'épaisseur. Le pilier mesure 2,35 m de long sur 1,10 m de large et 0,30 m d'épaisseur Un second pilier (2,20 m de long sur 1,10 m de large et 0,30 m d'épaisseur), situé au sud de la chambre, a été retrouvé dans la chambre lors des fouilles. La chambre funéraire est de forme quadrangulaire (3 m de long sur 1,15 m). Elle est orientée est-ouest.
Le dolmen a été fouillé en 1966 par le Spéléo-Club Albigeois. Une fosse circulaire (1,20 m de diamètre, 1,60 m de profondeur) a été découverte dans la partie ouest de la chambre. Elle comportait quatre couches archéologiques, la plus récente renfermait des débris d'amphores datés du Ier siècle et une plaquette en schiste ornée d'un symbole solaire. Le matériel archéologique découvert est conservé au Musée Toulouse-Lautrec d'Albi.

## Folklore
Selon la légende, le seigneur de ces terres, dit le seigneur de Roquecezière (possiblement en rapport au village de Rocquecezière), était un homme horrible, à la fois pilleur et meurtrier, au point de massacrer ses propres sujets. Un jour, la révolte gronda, et quelques serfs parvinrent à s'emparer du noble et à l'enfermer dans des oubliettes, en attendant de se mettre d'accord sur le sort à lui réserver. Néanmoins, le Diable se présenta au prisonnier, et, se trouvant similaire à lui, le libéra pour le ramener à son château, en échange de son âme.
Ainsi libre, le seigneur entreprit de se venger sur les rebelles, mais ces représailles furent si terribles que même les brigands qui composaient l'armée du seigneur désertèrent, avant d'aller piller le château de leur ancien maître. Dans l'incendie qu'ils déclenchèrent pour détruire la bâtisse, ils tuèrent la femme et les enfants du noble. Alors que celui-ci se lamentait sur son sort, le spectre de sa femme lui apparut à lui ordonna de consacrer sa vie à la Vierge.
Après avoir passé le reste de sa vie ainsi que lui avait conseillé sa femme, le seigneur mourut et le Diable vint réclamer son dû. Cependant, la Vierge voulu elle aussi emporter l'âme du seigneur. Pour se départager, le Diable lança un défi à la Vierge pour savoir lequel d'entre eux lanceraient le plus loin possible un rocher. Celui du Diable vint se planter juste en dehors du village d'Alban mais la Vierge parvint à dépasser cette distance d'une centaine de mètres, avec un roc encore plus imposant.